# Ꞁ
Cette page contient des caractères spéciaux ou non latins. S’ils s’affichent mal (▯, ?, etc.), consultez la page d’aide Unicode.
Ꞁ (minuscule : ꞁ), appelé L culbuté, est une lettre additionnelle qui a été utilisée pour l’écriture du gallois médiéval et dans certaines transcriptions phonétiques utilisée en dialectologie allemande.

## Utilisation
La lettre l culbuté est utilisée par William Pryce (en) dans sa grammaire cornique Archæologia Cornu-Britannica publié en 1790. Elle y représente une consonne fricative latérale alvéolaire sourde /ɬ/ utilisée en gallois. Dans cet ouvrage, Pryce utilise aussi les lettres additionnelles a culbuté ‹ Ɐ ɐ ›, le chi ‹ Χ χ ›, le d insulaire ‹ Ꝺ ꝺ ›, le g insulaire ‹ Ᵹ ᵹ ›, le g insulaire culbuté ‹ Ꝿ ꝿ ›, le t insulaire ‹ Ꞇ ꞇ ›.
En dialectologie allemande, en 1922, Walter Steinhauser (de) utilise le l culbuté ‹ ꞁ › pour le représenter l moyen-bavarois (donaubairische l), une consonne palatale,.

## Formes et variantes

Forme avec la minuscule sous la ligne de base.
Forme avec la minuscule sur la ligne de base.

## Représentation informatique
Le Ꞁ insulaire peut être représenté par les caractères Unicode (latin étendu D) suivants :
| formes    | représentations | chaînes de caractères | points de code | descriptions                      |
| --------- | --------------- | --------------------- | -------------- | --------------------------------- |
| capitale  | Ꞁ               | Ꞁ                     | U+A780         | lettre majuscule latine l culbuté |
| minuscule | ꞁ               | ꞁ                     | U+A781         | lettre minuscule latine l culbuté |